# THE IDOLM@STER SHINY COLORS WING COLLECTION
『THE IDOLM@STER SHINY COLORS WING COLLECTION』（アイドルマスター シャイニーカラーズ ウイング コレクション）は、2023年1月18日からリリースされているベストアルバム。

## 概要
「アイドルマスター シャイニーカラーズ」初のベストアルバムCD。発売元はランティス。
「BRILLI@NT WING」から「L@YERED WING」までの4シリーズに、「SE@SONAL WINTER」「FUTURITY SMILE」「SWEET♡STEP」の収録曲4曲を加えた全56曲を収録する。
全体曲はすべて25人によるバージョン。また、三峰結華のパートは全て希水しおによる新録となる。

## A side
2023年1月18日発売。リード曲26曲と「SNOW FLAKES MEMORIES」「FUTURITY SMILE」を収録。CD2枚組。
収録曲
DISC1
1. Spread the Wings!! -25 colors-
歌：シャイニーカラーズ
作詞：こだまさおり、作曲・編曲：山口朗彦
2. ヒカリのdestination
歌：イルミネーションスターズ
作詞：中村彼方、作曲・編曲：中野領太（onetrap）
3. バベルシティ・グレイス（2023 Ver.）
歌：アンティーカ
作詞：真崎エリカ、作曲・編曲：南田健吾（onetrap）
4. 夢咲きAfter school
歌：放課後クライマックスガールズ
作詞：古屋真、作曲・編曲：南田健吾（onetrap）
5. アルストロメリア
歌：アルストロメリア
作詞：鈴木静那、作曲・編曲：森本貴大
6. Ambitious Eve -25 colors-
歌：シャイニーカラーズ
作詞：真崎エリカ、作曲：山田智和、編曲：住谷翔平
7. We can go now!
歌：イルミネーションスターズ
作詞：中村彼方、作曲・編曲：大西克巳
8. NEO THEORY FANTASY（2023 Ver.）
歌：アンティーカ
作詞：真崎エリカ、作曲：鍋谷卓摩（luxis）、編曲：遠藤ナオキ（HOVERBOARD,Inc.）
9. ビーチブレイバー
歌：放課後クライマックスガールズ
作詞：古屋真、作曲：GAKU、編曲：渡辺徹
10. Bloomy!
歌：アルストロメリア
作詞：鈴木静那、作曲：北ノ原凉（onetrap）、編曲：伊藤立（onetrap）
11. Wandering Dream Chaser
歌：ストレイライト
作詞：下地悠、作曲：小久保祐希・YUU for YOU、編曲：YUU for YOU

DISC2
1. シャイノグラフィ -25 colors-
歌：シャイニーカラーズ
作詞：古屋真、作曲・編曲：ヒゲドライバー
2. Twinkle way
歌：イルミネーションスターズ
作詞：渡邊亜希子、作曲：鍋谷卓摩（luxis）、編曲：伊藤賢
3. Black Reverie（2023 Ver.）
歌：アンティーカ
作詞：真崎エリカ、作曲・編曲：本多友紀（Arte Refact）
4. 五ツ座流星群
歌：放課後クライマックスガールズ
作詞：古屋真 、作曲・編曲：三浦誠司
5. ダブル・イフェクト
歌：アルストロメリア
作詞：鈴木静那、作曲：丸山真由子、編曲：ats-
6. Hide & Attack
歌：ストレイライト
作詞：下地悠、作曲：本多友紀（Arte Refact）、編曲：河合泰志（Arte Refact）
7. いつだって僕らは
歌：ノクチル
作詞・作曲・編曲：秋浦智裕（onetrap）
8. Resonance⁺ -25 colors-
歌：シャイニーカラーズ
作詞・作曲・編曲：園田健太郎
9. PRISISM
歌：イルミネーションスターズ
作詞：渡邊亜希子、作曲・編曲：三好啓太
10. abyss of conflict（2023 Ver.）
歌：アンティーカ
作詞：真崎エリカ、作曲・編曲：原田篤（Arte Refact）
11. クライマックスアイランド
歌：放課後クライマックスガールズ
作詞：古屋真、作曲・編曲：INN
12. パステルカラー パスカラカラー
歌：アルストロメリア
作詞：鈴木静那、作曲：YUU for YOU・Giz'Mo（from Jam9）、編曲：YUU for YOU
13. Another Rampage
歌：ストレイライト
作詞：下地悠、作曲・編曲：草野将史
14. 僕らだけの未来の空
歌：ノクチル
作詞：秋浦智裕（onetrap）、作曲・編曲：石井健太郎
15. OH MY GOD
歌：シーズ
作詞：Co-sho、作曲：小久保祐希・Eunsol（1008）、編曲：Eunsol（1008）
16. SNOW FLAKES MEMORIES -25 colors-
歌：シャイニーカラーズ
作詞：松井洋平、作曲・編曲：中野領太（onetrap）
17. FUTURITY SMILE -25 colors-
歌：シャイニーカラーズ
作詞：前田甘露、作曲：ArmySlick、Giz'Mo(from Jam9)、 編曲：ArmySlick、弦編曲：森悠也

## B side
2023年2月8日発売。カップリング曲26曲と「Let's get a chance」「SWEET♡STEP」を収録。CD2枚組。
収録曲
DISC1
1. Multicolored Sky -25 colors-
歌：シャイニーカラーズ
作詞：松井洋平、作曲・編曲：高田暁
2. 虹になれ
歌：イルミネーションスターズ
作詞：中村彼方、作曲・編曲：藤末樹
3. 幻惑SILHOUETTE（2023 Ver.）
歌：アンティーカ
作詞：真崎エリカ、作曲・編曲：no_my
4. 太陽キッス
歌：放課後クライマックスガールズ
作詞：古屋真、作曲・編曲：no_my
5. ハピリリ
歌：アルストロメリア
作詞：鈴木静那、作曲・編曲：SHOW（Digz, Inc. Group）
6. いつか Shiny Days -25 colors-
歌：シャイニーカラーズ
作詞：鈴木静那、作曲：山田智和、編曲：長谷川智樹
7. トライアングル
歌：イルミネーションスターズ
作詞：中村彼方、作曲：Giz'Mo（from Jam9）・ArmySlick、編曲：ArmySlick
8. ラビリンス・レジスタンス（2023 Ver.）
歌：アンティーカ
作詞：真崎エリカ、作曲：家原正樹・Lauren Kaori、編曲：家原正樹
9. よりみちサンセット
歌：放課後クライマックスガールズ
作詞：古屋真、作曲：小久保祐希・YUU for YOU　編曲：YUU for YOU
10. Love Addiction
歌：アルストロメリア
作詞：鈴木静那、作曲：家原正樹・Jam9、編曲：家原正樹、弦管編曲：森悠也
11. Transcending The World
歌：ストレイライト
作詞：下地悠、作曲・編曲：R・O・N

DISC2
1. Dye the sky.  -25 colors-
歌：シャイニーカラーズ
作詞：烏屋茶房、作曲・編曲：ヒゲドライバー
2. Happy Funny Lucky
歌：イルミネーションスターズ
作詞：渡邊亜希子、作曲・編曲：中野領太（onetrap）
3. 純白トロイメライ（2023 Ver.）
歌：アンティーカ
作詞：真崎エリカ、作曲・編曲：原田篤（Arte Refact）
4. 学祭革命夜明け前
歌：放課後クライマックスガールズ
作詞：古屋真 、作田・編曲：佐々倉有吾
5. Anniversary
歌：アルストロメリア
作詞：鈴木静那、作曲・編曲：三好啓太
6. Destined Rival
歌：ストレイライト
作詞：下地悠、作曲・編曲：大西克巳
7. あの花のように
歌：ノクチル
作詞：きみコ、作曲・編曲：Lantan
8. Color Days -25 colors-
歌：シャイニーカラーズ
作詞：Co-sho、作曲：家原正樹・小久保祐希・YHANAEL、編曲：YUU for YOU
9. スマイルシンフォニア
歌：イルミネーションスターズ
作詞：渡邊亜希子、作曲・編曲：三好啓太
10. 革命進化論（2023 Ver.）
歌：アンティーカ
作詞：真崎エリカ、作曲・編曲：伊藤和馬（Arte Refact）
11. 拝啓タイムカプセル
歌：放課後クライマックスガールズ
作詞：古屋真、作曲：小久保祐希・YUU for YOU、編曲：YUU for YOU
12. ラブ・ボナペティート
歌：アルストロメリア
作詞：鈴木静那、作曲・編曲：石井健太郎
13. Timeless Shooting Star
歌：ストレイライト
作詞：下地悠、作曲・編曲：徳田光希
14. 今しかない瞬間を
歌：ノクチル
作詞：秋浦智裕（onetrap）、作曲：本多友紀（Arte Refact）、編曲：脇眞富（Arte Refact）
15. Fly and Fly
歌：シーズ
作詞：Co-sho、作曲：Kohei Yokono・小久保祐希・JUNE、編曲：Kohei Yokono
16. Let's get a chance -25 colors-
歌：シャイニーカラーズ
作詞・作曲：渡辺拓也、編曲：住谷翔平
17. SWEET♡STEP -25 colors-
歌：シャイニーカラーズ
作詞：深川琴美、作曲・編曲：NA.ZU.NA

### ユニットメンバー
1. 1 2 3 4 5  櫻木真乃（関根瞳）、風野灯織（近藤玲奈）、八宮めぐる（峯田茉優）、月岡恋鐘（礒部花凜）、田中摩美々（菅沼千紗）、白瀬咲耶（八巻アンナ）、三峰結華（希水しお）、幽谷霧子（結名美月）、小宮果穂（河野ひより）、園田智代子（白石晴香）、西城樹里（永井真里子）、杜野凛世（丸岡和佳奈）、有栖川夏葉（涼本あきほ）、大崎甘奈（黒木ほの香）、大崎甜花（前川涼子）、桑山千雪（芝崎典子）、芹沢あさひ（田中有紀）、黛冬優子（幸村恵理）、和泉愛依（北原沙弥香）、浅倉透（和久井優）、樋口円香（土屋李央）、福丸小糸（田嶌紗蘭）、市川雛菜（岡咲美保）、七草にちか（紫月杏朱彩）、緋田美琴（山根綺）
2. ↑  櫻木真乃（関根瞳）、風野灯織（近藤玲奈）、八宮めぐる（峯田茉優）
3. ↑  月岡恋鐘（礒部花凜）、田中摩美々（菅沼千紗）、白瀬咲耶（八巻アンナ）、三峰結華（希水しお）、幽谷霧子（結名美月）
4. ↑  小宮果穂（河野ひより）、園田智代子（白石晴香）、西城樹里（永井真里子）、杜野凛世（丸岡和佳奈）、有栖川夏葉（涼本あきほ）
5. ↑  大崎甘奈（黒木ほの香）、大崎甜花（前川涼子）、桑山千雪（芝崎典子）
6. ↑  芹沢あさひ（田中有紀）、黛冬優子（幸村恵理）、和泉愛依（北原沙弥香）
7. ↑  浅倉透（和久井優）、樋口円香（土屋李央）、福丸小糸（田嶌紗蘭）、市川雛菜（岡咲美保）
8. ↑  七草にちか（紫月杏朱彩）、緋田美琴（山根綺）